# Piotr Brzeski
Piotr Brzeski herbu Jastrzębiec – chorąży radziejowski w latach 1786–1790, podstoli radziejowski w latach 1785–1786, wojski mniejszy bydgoski w latach 1783–1785.
Mecenas pierwszej klasy Trybunału Głównego Koronnego w Piotrkowie w 1786 roku.